# Solange es die Liebe gibt
Solange es die Liebe gibt ist eine von Sat.1 im Jahr 1996 ausgestrahlte Familienserie. Es werden Geschichten um den in einer alten Münchner Vorstadtvilla lebenden Komponisten Strobl und seine vier erwachsenen Töchter geschildert.

## Handlung
In einer etwas heruntergekommenen, aber romantischen Münchner Vorstadtvilla lebt Papa Strobl, ein Komponist mit Leib und Seele und eher bescheidenem Erfolg. Papa Strobl ist Vater von vier erwachsenen Töchtern. Isolde, die Älteste, lebt mit Ehemann Harald und den Kindern Gerald und Ramona in der Nähe der väterlichen Villa. Dagegen wohnt die zweite Tochter Tosca mit ihrem 16-jährigen Sohn Robert noch immer bei Papa, denn ihr Mann Peter ist ständig auf Dienstreisen. Die Zahnarzthelferin Monika und die hochmusikalische Inge stammen beide aus der zweiten Ehe des Komponisten. Um diese vier Töchter und ihre Liebesaffären, Beziehungskisten, beruflichen Probleme und sonstigen Krisen drehen sich die 17 Episoden der Serie.

## Schauspieler und Rollen (Auswahl)
| Schauspieler       | Rolle               |
| ------------------ | ------------------- |
| Monika Baumgartner | Tosca Zimmermann    |
| Toni Berger        | Papa Strobl         |
| Petra Berndt       | Inge Strobl         |
| Karin Boyd         | Mary                |
| Jochen Busse       | Herr Ebauer         |
| Ernst Cohen        | Herr Eichhammer     |
| Ottfried Fischer   | Herr Möller         |
| Karin Frey         | Pia                 |
| Oliver Grober      | Gerald Bergheimer   |
| Ilona Grübel       | Isolde Bergheimer   |
| Nicole Heesters    | Heidemarie          |
| Bernd Herberger    | Harald Bergheimer   |
| Liane Hielscher    | Frau Dr. Engelhardt |
| Tobias Hoesl       | Herr Fink           |

| Schauspieler       | Rolle             |
| ------------------ | ----------------- |
| Christian Huber    | Robert Zimmermann |
| Stefan Hunstein    | Klaus             |
| Jana Kilka         | Ramona Bergheimer |
| Norbert Mahler     | Christian         |
| Ingo Naujoks       | Heinz Grasmüller  |
| Miroslav Nemec     | Herr Börsing      |
| Christine Neubauer | Monika Strobl     |
| Siemen Rühaak      | Henrik            |
| Bernd Stephan      | Peter Zimmermann  |
| Udo Thomer         | Filialleiter      |
| Heio von Stetten   | Thorsten          |
| Andreas Voss       | Herr Lukas        |
| Udo Wachtveitl     | Hans              |
| Claudine Wilde     | Nina              |

## Episoden
| Folge | Titel                    | Erstausstrahlung   |
| ----- | ------------------------ | ------------------ |
| 1     | Überraschung (Pilotfilm) | 28. Mai 1996       |
| 2     | Heimkehr                 | 4. Juni 1996       |
| 3     | Veränderungen            | 4. Juni 1996       |
| 4     | Einsichten               | 11. Juni 1996      |
| 5     | Streitfälle              | 11. Juni 1996      |
| 6     | Neuerungen               | 18. Juni 1996      |
| 7     | Glücksgefühle            | 18. Juni 1996      |
| 8     | Gedankengänge            | 25. Juni 1996      |
| 9     | Neue Wege                | 25. Juni 1996      |
| 10    | Wellen und Wogen         | 2. Juli 1996       |
| 11    | Niederlagen              | 9. Juli 1996       |
| 12    | Hintergründe             | 16. Juli 1996      |
| 13    | Trennungen               | 23. Juli 1996      |
| 14    | Entscheidungen           | 30. Juli 1996      |
| 15    | Rückschläge              | 6. August 1996     |
| 16    | Gemischte Gefühle        | 20. August 1996    |
| 17    | Schlusspunkte            | 10. September 1996 |